# Piotr Wawrzeniuk
Piotr Wawrzeniuk (ur. 1971 w Warszawie) – polski wokalista, perkusista; członek zespołów muzycznych: Therion, Serpent, Carbonized i The Robots. Piotr Wawrzeniuk zyskał sławę dzięki szwedzkiej grupie Therion, w której występował jako perkusista i wokalista w latach 1992-1996. W roku 2004 ponownie użyczył swojego głosu na albumach Lemuria i Sirius B. Jest także doktorem historii. Wykłada na Södertörn University oraz Swedish National Defence College.

## Publikacje
- Confessional civilising in Ukraine : the bishop Iosyf Shumliansky and the introduction of reforms in the diocese of Lviv 1668-1708, Södertörns högskola, 2005, ISBN 978-91-89315-56-3
- Societal change and ideological formation among the rural population of the Baltic Area 1880 - 1939, Huddinge Södertörns Högskola, 2008, ISBN 978-91-85139-11-8
- Kosmonautka, Poławiacze Pereł (Warszawa), 2014, ISBN 978-83-937988-1-0
- Strażaczka, Poławiacze Pereł, Warszawa, 2015 ISBN 978-83-937988-3-4.

## Nagrody i wyróżnienia
- White Ravens 2015 (Białe Kruki) - lista wartościowych książek dla dzieci - Internationale Jugendbibliothek, Monachium - Kosmonautka[7]
- Świat Przyjazny Dziecku - Konkurs Komitetu Ochrony Praw Dziecka w XIII - Wyróżnienie - Kosmonautka[8][9]
- Najlepsza książka dla dzieci 2014 - Nominacja - Kosmonautka[10]

## Dyskografia
| - Carbonized – For the Security (1991) - Carbonized – Disharmonization (1993) - Therion – Symphony Masses: Ho Drakon Ho Megas (1993) - Therion – Lepaca Kliffoth (1995) - Carbonized – Screaming Machines (1996) - Serpent – In the Garden of Serpent (1996) - Therion – Theli (1996) |  | - Serpent – Autumn Ride (1997) - Therion – A’arab Zaraq – Lucid Dreaming (1997) - Therion – Secret of the Runes (2001, gościnnie) - Therion – Sirius B (2004, gościnnie) - Therion – Lemuria (2004, gościnnie) - Serpent – Trinity (2007) |